# Legio pseudocomitatensis
La légion pseudocomitatensis était un type d'unité de l'armée romaine tardive.
Bien que rattachée au  Comitatus elle avait un statut et une paye inférieurs aux autres unités de comitatenses en raison du fait qu'à l'origine c'était une unité de frontière recrutée localement même si elle avait été rattachée à un Comitatus pour une campagne particulière et l'était restée.

## Sources
- (en) Cet article est partiellement ou en totalité issu de l’article de Wikipédia en anglais intitulé « Legio II Armeniaca » (voir la liste des auteurs).